# الرمز المفقود (رواية)
الرمز المفقود (بالإنجليزية: The Lost Symbol)‏ والتي كانت تعرف سابقاً باسم 'مفتاح سليمان' (بالإنجليزية: The Solomon Key)‏ وهي رواية للمؤلف دان براون. وهي الرواية الثالثة التي تتضمن مغامرات شخصية روبرت لانغدون البروفسور في جامعة هارفارد، وصدر الكتاب في 15 سبتمبر 2009. طبعت 6.5 مليون نسخة من الكتاب بصورة مبدئية قبل الإصدار، وهو أعلى رقم في تاريخ النشر. وخلال اليوم الأول بيعت أكثر من مليون نسخة في الولايات المتحدة، وكندا وبريطانيا. ولذلك تعتبر أسرع رواية مبيعاً في التاريخ. تمت ترجمة الرواية إلى العربية من قبل الدار العربية للعلوم كما ترجمت روايات سابقة للمؤلف.

## شخصيات الرواية
- روبرت لانغدون : أستاذ علم الرموز في جامعة هارفرد.
- مالأخ : هي شخصية شاب غامض مرعب يحتفظ بأسراره إلى نهاية الرواية.
- بيتر سولومون : رئيس المؤسسة السمثيسونية وصديق لانغدون وماسوني.
- كاثرين سولومون : شقيقة بيتر سولومون، متخصصة في العلوم العقلية.
- وارن بيلامي : المهندس المعماري لمبنى الكابتول، وهو ماسوني.
- تريش ديون : مساعدة بيتر وكاثرين.
- القس كولن غالاوي : عميد كاتدرائية واشنطن الوطنية، وهو ماسوني.
- إينوي ساتو : مدير مكتب الأمن لوكالة المخابرات المركزية وكالة المخابرات المركزية.
- ترينت اندرسون : قائد شرطة الكابيتول.
- نولا كاي : محللة وكالة المخابرات المركزية.

## ملخص الرواية
تحذير : المعلومات أسفله قد تكشف بعض أحداث الرواية.
العاصمة واشنطن: تتمّ دعوة أستاذ علم الرموز في جامعة هارفرد، «روبرت لانغدون»، في اللحظة الأخيرة لإلقاء محاضرة مسائيّة في مبنى الكابيتول. ولكن، وبعد لحظات من وصوله، يتمّ اكتشاف شيء مثير للاضطراب في وسط قاعة «الروتوندا»، شيءٌ تمّ تشفيره على نحو مروّع بخمسة رموز غامضة. عرف «لانغدون» أنّها دعوة قديمة تقود مستلمها إلى حكمة باطنية سريّة ضائعة. وحين يتعرّض مُرشد «لانغدون» الموقّر، «بيتر سولومون»، المحسن والماسوني البارز، إلى الخطف، يدرك «لانغدون» أنّ أمله الوحيد في إنقاذ حياة صديقه هو قبول تلك الدعوة الغامضة، أيًا يكن المكان الذي تقود إليه. سرعان ما تجرف الأحداث «لانغدون» خلف واجهةِ أهمّ مدينة تاريخية في أميركا، عبر الحجرات والهياكل والأنفاق السريّة الموجودة فيها. وكلّ ما هو مألوف يتحوّل إلى عالم غامض وسرّي لماضٍ مخبّأ ببراعة، بدا فيه أنّ الأسرار الماسونية والاكتشافات غير المسبوقة تقوده إلى حقيقة واحدة لا تصدّق.

## وصلات خارجية
- الرمز المفقود على موقع الموسوعة البريطانية (الإنجليزية)
- الموقع الرسمي لرواية الرمز المفقود.
- الموقع الرسمي لدان براون.